# Tuffi Films
Tuffi Films est une société de production cinématographique finlandaise.

## Présentation
Tuffi Films Fondée en 2010 par le producteur Elli Toivoniemi, les scénaristes-réalisateurs Selma Vilhunen et Jenni Toivoniemi et la scénariste Kirsikka Saari, la société réalise à la fois des films de fiction et des films documentaires.

## Filmographie
Les productions de Tuffi films sont : 

### Longs métrages de fiction
- Pitääkö mun kaikki hoitaa? (2012)
- Treffit (2012)
- Rooli (2014)
- Hääyö (2014)

### Courts métrages de fiction
- Korso (2014)
- Hölmö nuori sydän (2018)
- Tottumiskysymys (2019)
- Paras vuosi ikinä (2020)
- Seurapeli (2020)
- Vaimo (réalisation en cours)

### Documentaires
- Kissanloukku (2013)
- Laulu (fi) (2014)
- Kesäni sudenkorentona (2016)
- Hobbyhorse Revolution (2017)
- Ei koskaan enää (2018)